# Daniel Mÿhr
Daniel Mÿhr (* 9. září 1980, Borlänge, Švédsko) je švédský hudebník, který od roku 2005 do roku 2012 působil ve švédské metalové skupině Sabaton. V roce 2012 nastaly ve skupině velké personální změny a všichni členové kromě Joakima Brodéna a Pära Sundströma tehdy kapelu opustili. Důvodem odchodu byla dlouhá a vyčerpávající turné. Bývalí členové včetně Mÿhra následně na to založili svojí vlastní skupinu Civil War. S tou má Mÿhr prozatím na kontě tři studiová alba.